# Trait du Nord
Vous lisez un « article de qualité » labellisé en 2010.  Il fait partie d'un « thème de qualité ».
Le trait du Nord, autrefois nommé Ardennais du Nord et Ardennais de type Nord, est une race de grands chevaux de trait français dit « à sang froid », originaire de la région du Hainaut. Il est sélectionné pour les travaux agricoles à partir des années 1850. Longtemps confondu avec le cheval ardennais, le trait du Nord obtient son identité propre avec l'ouverture de son registre généalogique en 1903. Il participe à l'exploitation des mines au fond des galeries et aux travaux agricoles dans sa région d'origine avant que l'électrification des mines et la motorisation de l'agriculture dans les années 1950 n’entraînent sa quasi-disparition, faute de demandes auprès de ses éleveurs.
L'hippophagie permet à ce cheval de subsister dans les années 1970, avant un renouveau de l'attelage de loisir et de travail. Les associations d'éleveurs et d'utilisateurs de ce cheval, notamment le syndicat d'élevage du cheval trait du Nord, organisent sa reconversion dans l'équitation de travail telle que le débardage, et dans les loisirs équestres tels que l'attelage.
Ce cheval emblématique de la région du Nord-Pas-de-Calais possède l'un des plus faibles effectifs parmi les neuf races de chevaux de trait français. Un plan de sauvegarde entre la région et le syndicat de la race a vu le jour en 2010. Il a permis d'augmenter le nombre de naissances pour 2014, mais le trait du Nord reste une race en danger d'extinction.

## Dénomination
Le nom officiel de la race selon l'Institut français du cheval et de l'équitation et l'Organisation des Nations unies pour l'alimentation et l'agriculture (FAO) est « Trait du Nord ». Ce cheval a changé plusieurs fois de nom au cours de son histoire. Au milieu du XIXe siècle, il est mentionné comme le « gros trait du Hainaut »,. Avant 1903, la race ne porte pas de nom précis, et se confond avec le trait ardennais,. Le nom « Trait du nord » apparaît en 1913, après la création du stud-book. Il redevient « Trait ardennais du Nord » de 1945 à 1965. L'utilisation du nom « Trait du Nord » est délaissée de 1961 à 1992. Cette année-là, l'appellation « Trait du Nord » est de nouveau officialisée par les haras français, et n'a plus changé depuis.

## Histoire
L'histoire du Trait du Nord se mêle intimement à celle du cheval de trait Ardennais, puisque les deux races ont une origine commune et appartiennent à la même famille, avec le trait néerlandais et le trait belge, famille qu'Amélie Tsaag Valren nomme le « rameau ardenno-flamand ». Ce groupe de races de chevaux lourds provient du Benelux et du Nord-Est de la France,. Certaines publications citent le trait du Nord comme une variété de l'Ardennais, mais la majorité des études internationales et françaises le classent comme une race distincte,.

### Origines
L'étude de l'université d'Oklahoma voit dans le trait du Nord un descendant du cheval lourd d'Europe centrale. Des théories obsolètes lui attribuent pour ancêtre le « cheval des forêts », propre aux régions boisées de l'Ouest et du Nord de l'Europe, et descendant direct du cheval de Solutré, également invoqué pour ancêtre des chevaux ardennais et auxois. L'étude de CAB International retient l'influence du cheval Ardennais, du Brabançon et du Boulonnais, sur le trait du Nord.
L'ancêtre du trait du Nord aurait émigré vers les vallées de la Sambre et de l'Escaut, dans la région de Valenciennes. Tout comme les chevaux de trait néerlandais et belges, l'origine du trait du Nord se situe dans les grandes et riches prairies flamandes couvrant les régions du sud des Pays-Bas au nord de la France en traversant toute la Belgique. Le comté du Hainaut est cependant le véritable berceau de la race en France,. Les chevaux de trait belges, flamands et ardennais forment, durant le Premier Empire il y a deux siècles, un seul et même type équin élevé dans un seul pays, d'où un brassage génétique important.
Les éleveurs des régions du Nord-Pas-de-Calais sont réputés pour avoir refusé de croiser leurs chevaux de travail avec des étalons de sang chaud durant l'époque napoléonienne, alors que les Haras nationaux français l'imposaient pour la remonte de l'armée.

### Formation vers 1850

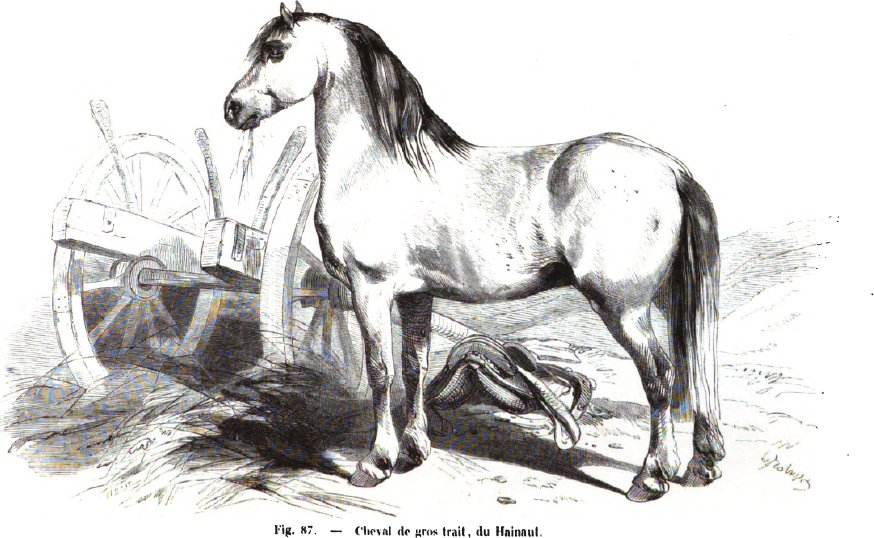
Gravure d'un cheval de gros trait du Hainaut, ancêtre de la race Trait du Nord, en 1861.

La plaine de Flandre, grâce à l'absence de relief et à un climat favorable, est propice à l'agriculture. Au cours du XIXe siècle, de nouvelles machines améliorent les techniques agricoles et entraînent un agrandissement important des surfaces cultivées. Avec l'assèchement des marais, l'amélioration des rendements et des techniques agricoles et l'industrialisation à partir des années 1850, les petites fermes deviennent de grandes exploitations. En l'absence de moteur à piston et d'énergie électrique, les agriculteurs recourent à la traction animale. Le bœuf étant lent et les chevaux disponibles peu adaptés à la traction des lourdes charrues, les éleveurs sélectionnent une race de chevaux de trait pour cet usage.
Pour les aider dans leur activité, ils sélectionnent « un cheval à la fois massif, harmonieux et rapide, à l'ossature solide et à la musculature puissante » à partir de l'ancien cheval flamand, qui est à l'origine de nombreuses autres races de trait. Le trait flamand est un cheval de très grande taille, moins épais que l'actuel trait du Nord, avec des pieds larges adaptés aux sols marécageux. Le trait ardennais est choisi par les éleveurs français pour améliorer la souche locale grâce à sa grande puissance musculaire. Le cheval de trait néerlandais apporte de la taille, du poids et un supplément de force à sa descendance,.
Le résultat est un cheval à la fois musclé, puissant et résistant, possédant de longues jambes qui facilitent ses déplacements. En France, la plupart des chevaux de traction légère et lourde sont élevés pour l'usage militaire, certaines races de trait trouvant un second débouché dans les transports et l'agriculture. Le trait du Nord est une exception, car sélectionné directement pour l'activité agricole.
Ce cheval ne porte pas encore de nom. En 1855, un document vétérinaire évoque le « cheval de gros trait du Hainaut » comme « un animal qui a de la hardiesse dans la pose et un fond d'énergie qui le rend supérieur au cheval Flamand ». L'hippologue Eugène Gayot y fait référence six ans plus tard sous le même nom, dans ses Études de zootechnie pratique. L'usage de ce cheval, indispensable dans les travaux des champs, s'est selon lui étendu rapidement.

### Diffusion jusqu'auXXesiècle
Le trait du Nord apporte un revenu appréciable à ses éleveurs et se répand aux Pays-Bas, en Belgique et au nord de la France. Il est élevé dans la grande plaine de Flandre et le Hainaut belge et français. Les souches de chevaux prennent des noms différents en fonction de leur région d'élevage : dans la région flamande des Pays-Bas, elles deviennent le trait hollandais, dans la région flamande de Belgique, le trait belge ou « Brabançon » et dans la région flamande du Nord de la France, la souche reste confondue avec l'ardennais. L'élevage du trait du Nord et des races hollandaise et belge commence à s'organiser à la fin du XIXe siècle. Les éleveurs français recherchent le modèle qui vit dans le Hainaut et croisent leurs chevaux avec des Boulonnais, qui apportent de l'élégance et de l'influx nerveux à leur descendance. Les plaines de la Thiérache, au nord-est de l'Aisne, façonnent aussi le trait du Nord qui gagne en taille et en volume, et acquiert des allures qui le différencient peu à peu de l'ardennais. La renommée de la race la rend populaire en France dans les régions du Nord et de l'Est, ainsi qu'en Lorraine.

### Création dustud-booket séparation de l'ardennais
En 1900, le trait du Nord reste confondu avec l'Ardennais. Les concours d'élevage valorisent des chevaux nommés localement « Ardennais, type du Nord ». Le 5 août 1903, est créé le « Stud-Book du Cheval de Trait du Nord », placé sous la responsabilité de la société idoine,.
Il faut attendre 1913 pour que le nom actuel apparaisse, et pour que ce Stud-Book soit réellement ouvert à l'inscription des chevaux. Seules les juments françaises conformes au type de la race sont inscrites à titre initial. Les éleveurs français continuent néanmoins à garder un contact étroit avec leurs homologues belges,. En 1919, le trait du Nord est définitivement séparé de l'ardennais. Ce cheval reprend le nom d'« Ardennais du Nord » avec la création du « syndicat central d'élevage de trait ardennais du Nord » en 1945.
Pendant la Première Guerre mondiale, les Allemands confisquent de nombreux chevaux aux Belges et aux Français. En 1919, les animaux sont récupérés, ce qui permet de reconstituer rapidement les effectifs de la race décimés par la guerre,.

### Déclin après 1950
Durant la Seconde Guerre mondiale, les stocks de carburants sont utilisés par les armées. Le cheval de trait reste un animal « moteur » indispensable au transport comme aux travaux des champs, jusqu'à la reddition des Allemands en 1945. Les agriculteurs s'enrichissent rapidement dans les années qui suivent la fin du conflit, ce qui leur permet de s'équiper de tracteurs et de moissonneuses-batteuses. La race trait du Nord est délaissée au profit des machines. Le déclin de l'élevage devient notable dès le début des années 1950, mais surtout dans les années 1960, où les effectifs s'effondrent. Le dernier cheval de fond employé dans les mines est remonté des galeries en 1969, accompagnant le déclin de l'activité minière.

### Reconversion après 1970
Les chevaux trait du Nord sont si vite remplacés par des machines que les éleveurs ne peuvent faire face à la raréfaction de la demande, ni adapter leur production à temps. De nombreux élevages sont brutalement abandonnés. Au début des années 1970, le trait du Nord devient, à l'instar de tous les chevaux de trait français, une race en voie de disparition.

#### Boucherie
Seules quelques petites exploitations agricoles du Nord-Pas-de-Calais gardent une ou deux juments de la race, « par passion plus que par raison ». La production de viande devient l'unique débouché économique viable pour continuer l'élevage du trait du Nord. C'est la demande des boucheries chevalines qui assure, paradoxalement, une partie de la sauvegarde du capital génétique du trait du Nord. Les chevaux recherchés pour la viande doivent cependant être les plus gros et plus lourds possible pour être rentables à la vente. Le modèle des animaux, autrefois puissant et bâti pour la traction, se rapproche de la « bête à viande »,. Entre le milieu du XXe siècle et les années 1980, le poids d'un trait du Nord passe de 800 à 900 kg à une moyenne située entre 900 et plus de 1 000 kg. Le trait du Nord ne semble pas des plus recherchés sur le marché de la viande. La baisse de la consommation de viande de cheval depuis les années 1970 a sans doute contribué à faire diminuer les effectifs de la race.

#### Renouveau de l'équitation de loisir et de travail
Au début des années 1990, l'équitation de loisir connait un renouveau. Le 11 mars 1994, le journal officiel publie un arrêté redonnant au « cheval lourd » son ancien nom de « cheval de trait ». En 1996, un autre arrêté interdit la caudectomie (coupe de la queue) chez les chevaux de trait. Des éleveurs font à nouveau naître des animaux destinés aux loisirs ou au travail, que les Haras nationaux se re-mettent à acheter. Le trait du Nord retrouve une certaine sveltesse dans sa silhouette. En 1997, le Trait du Nord fait partie des races de chevaux dont les éleveurs peuvent bénéficier de la « Prime aux races menacées d'abandon » (PRME), d'un montant de 100 à 150 €. En 1998, une quinzaine d'éleveurs fondent l'association « Les amis du trait du Nord ».

## Description
Le trait du Nord est décrit comme « un cheval de traction équilibré qui développe par sa masse et son influx nerveux le maximum de puissance et de facilité au travail ». Contrairement à d'autres races de trait dont le modèle a été allégé, il reste un cheval au gabarit très imposant. D'après la description officielle fournie par l'association de race aux haras nationaux français, la taille moyenne chez la race est de 1,65 m pour les juments et 1,68 à 1,72 m pour les étalons, pour un poids de 800 à 900 kg, en moyenne 850 kg pour les juments et jusqu'à plus d'une tonne pour les étalons. Les poulains de 30 mois qui sont candidats pour devenir étalons doivent mesurer au moins 1,63 mètre. Certains mâles dépassent facilement les 1,75 m et les 1 000 kg. L'étude de CAB International cite une taille et une masse plus réduites, soit 1,60 m à 1,65 m, pour 600 à 800 kg.

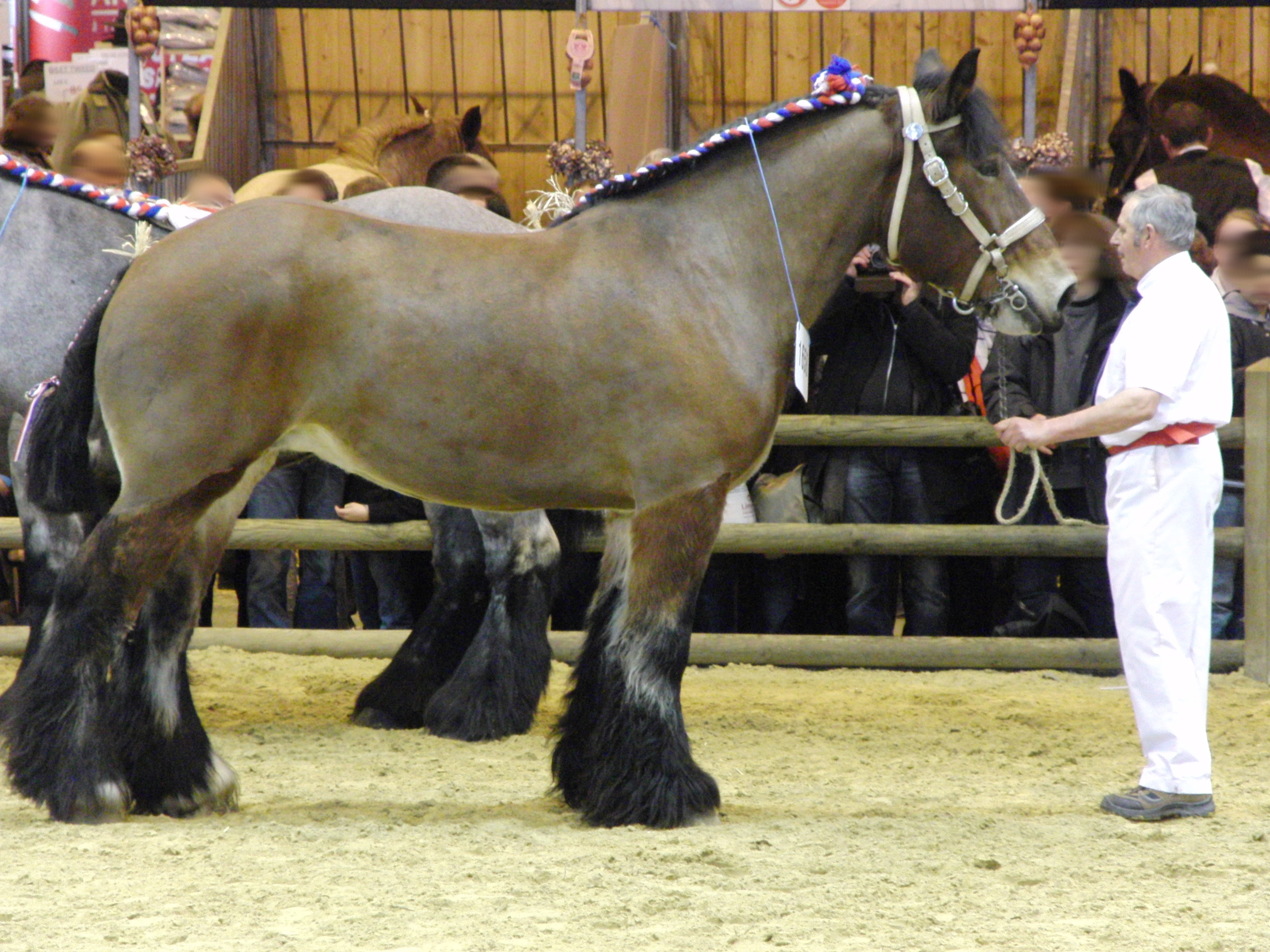
Jument au modèle lors du concours Modèles et Allures de la race au Salon international de l'agriculture 2012 (Paris, France).
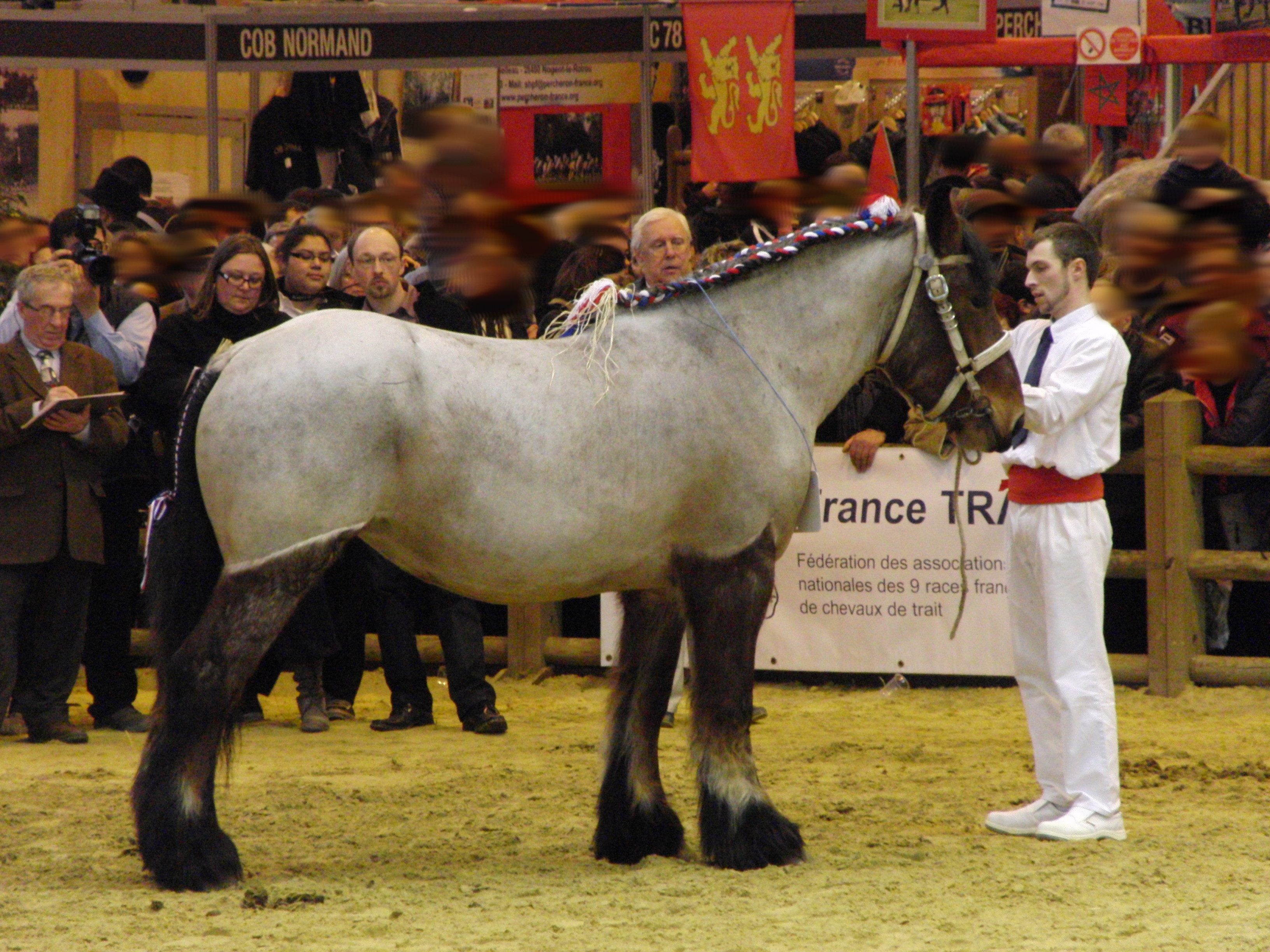
Jument au modèle lors du concours Modèles et Allures de la race au Salon international de l'agriculture 2012.
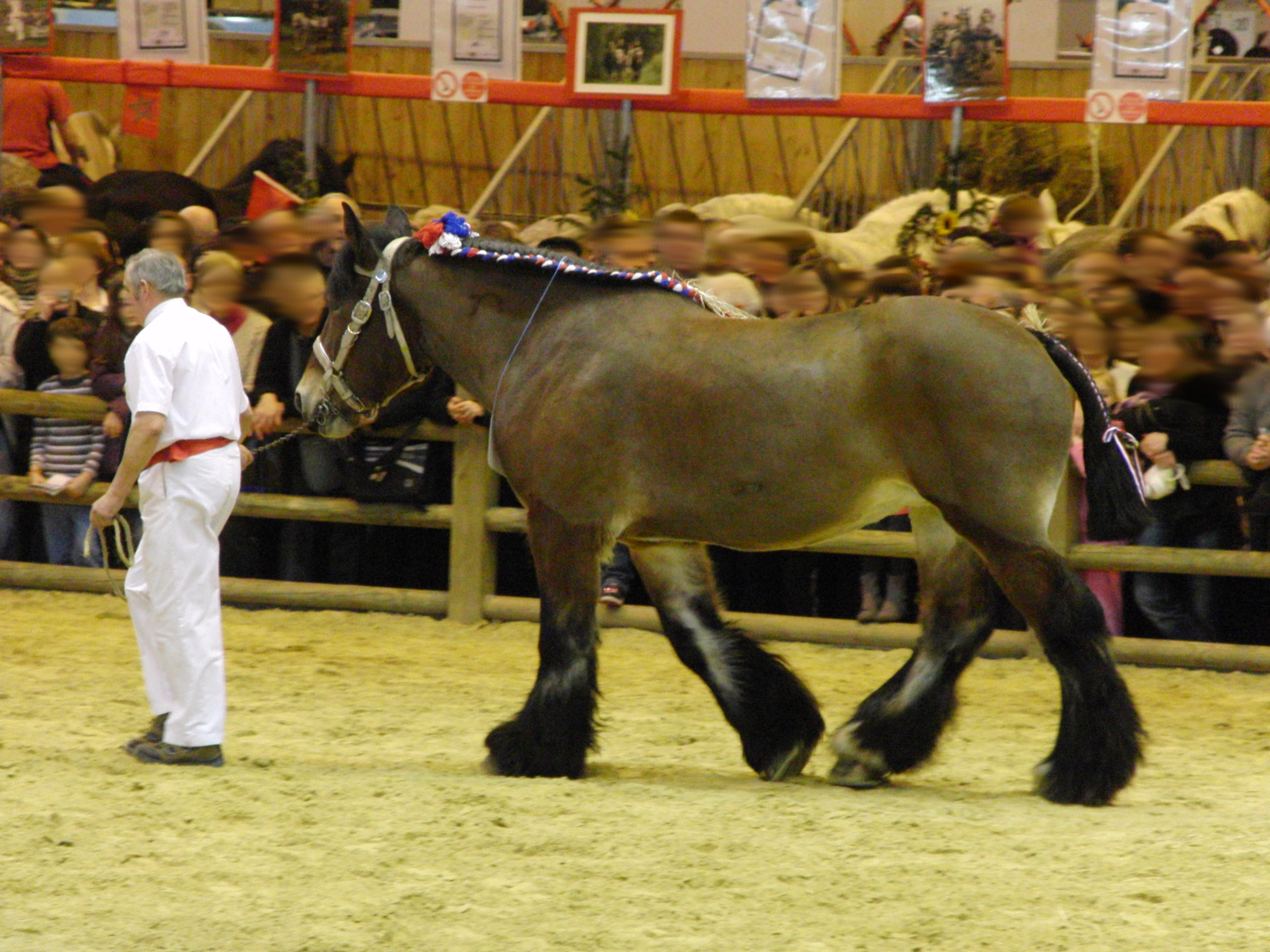
Jument au modèle lors du concours Modèles et Allures de la race au Salon international de l'agriculture 2012.

### Standard morphologique
Le trait du Nord doit répondre à un standard morphologique pour pouvoir être admis au sein de la race et inscrit au stud-book depuis l'ouverture de celui-ci, en 1913. En France, les haras nationaux veillent à l’application de ce règlement, créé en collaboration avec le syndicat d'élevage de la race. Il concerne l'admission des étalons reproducteurs et l'inscription des poulains au sein du stud-book. Les critères d'admission ont changé plusieurs fois et décrivent le cheval idéal comme de grande taille, bien charpenté, court et puissant, possédant une ossature importante et une masse musculaire développée, énergique, avec un caractère facile et de belles allures,.

#### Tête
La tête doit être de petite taille proportionnellement à la masse du cheval. Elle se révèle très souvent camuse, quelquefois un peu forte mais toujours expressive, énergique et bien attachée. Le front est plat avec des arcades orbitaires saillantes qui abritent un œil petit mais vif. Le chanfrein est recherché droit et parfois légèrement camus, les lèvres doivent être bien appliquées l’une contre l'autre, les ganaches sèches et nettes, les oreilles courtes, bien portées et très mobiles. Les naseaux de ce cheval sont généralement larges,.

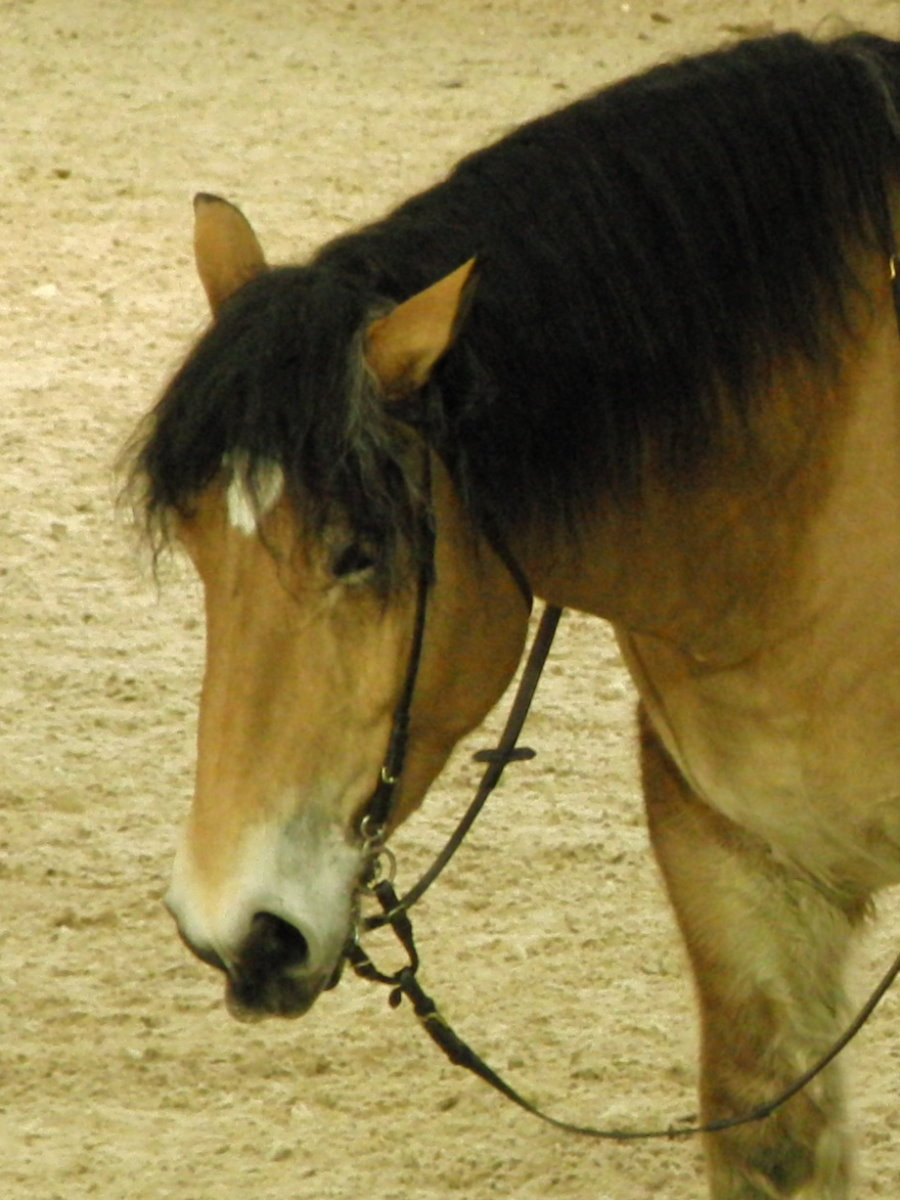
Tête d'un mâle au Grand Prix de Paris du Cheval de Trait 2009, organisé pendant le Salon du cheval de Paris, en France.
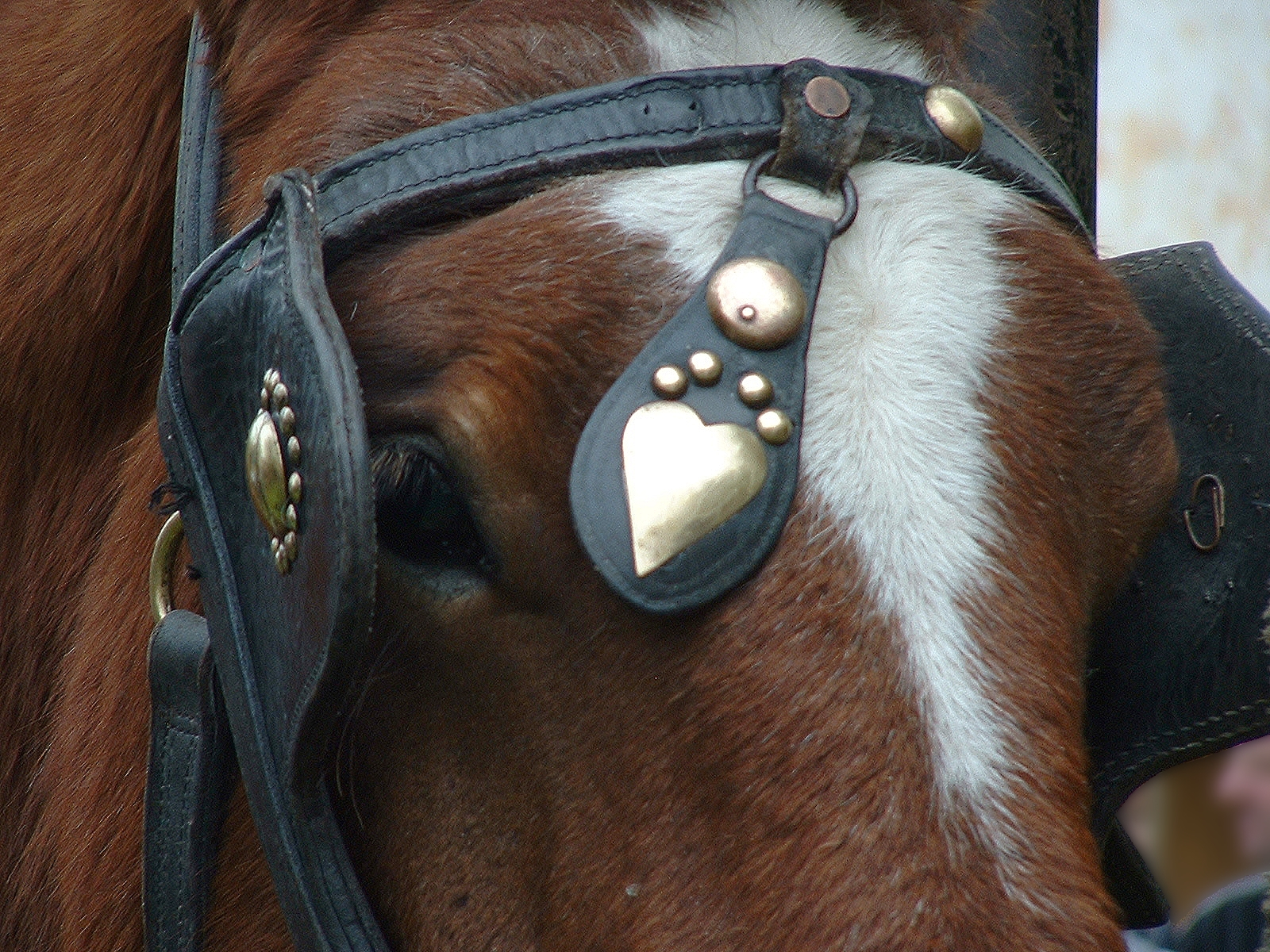
Tête d'une jeune jument de 30 mois pendant une démonstration de ferrage au Musée du Plein Air, à Villeneuve-d'Ascq.
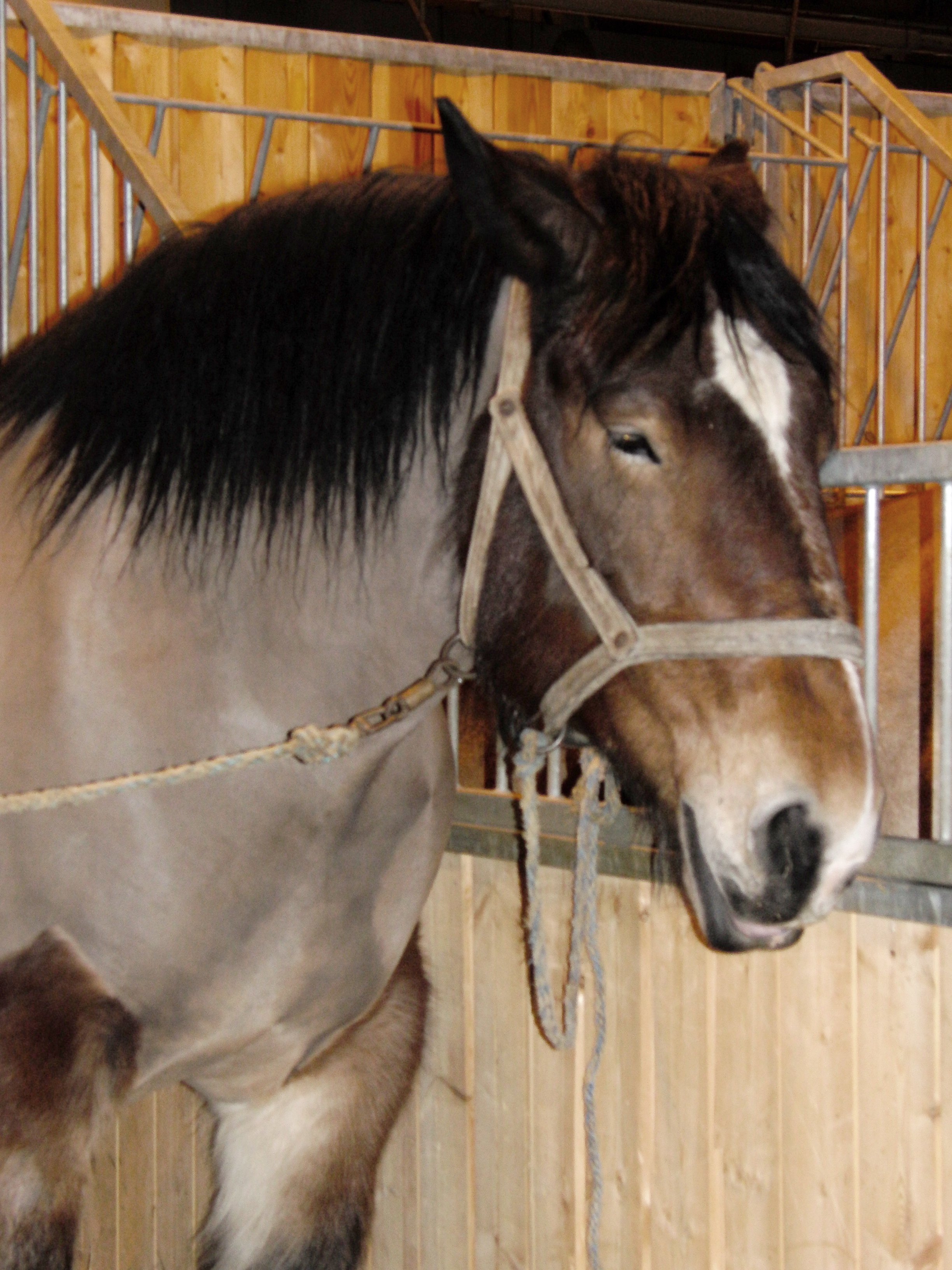
Tête d'un mâle au salon de l'agriculture de Paris, en mars 2010.
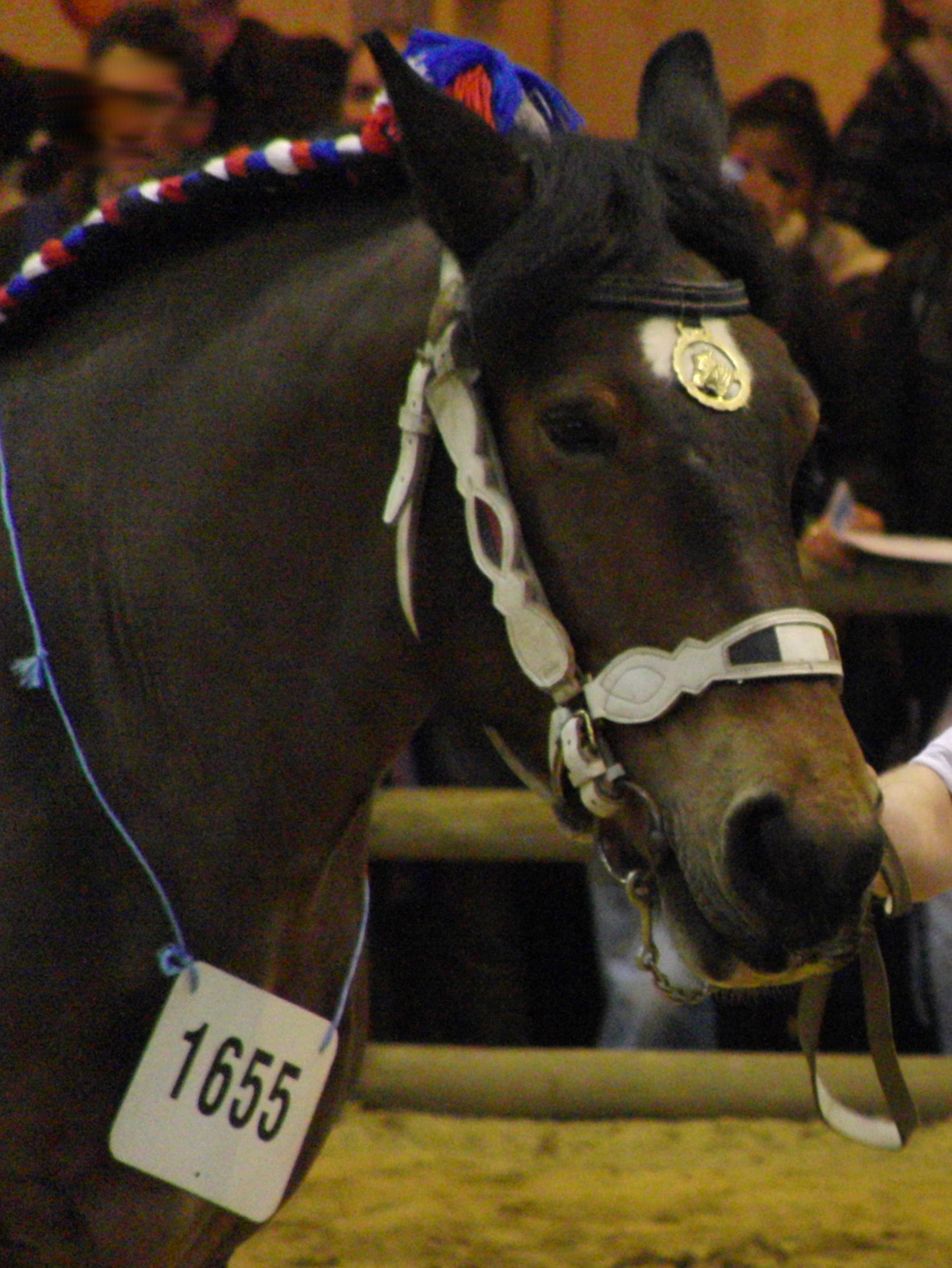
Tête d'une jument lors du concours Modèles et Allures de la race au Salon international de l'agriculture 2012.

#### Avant-main

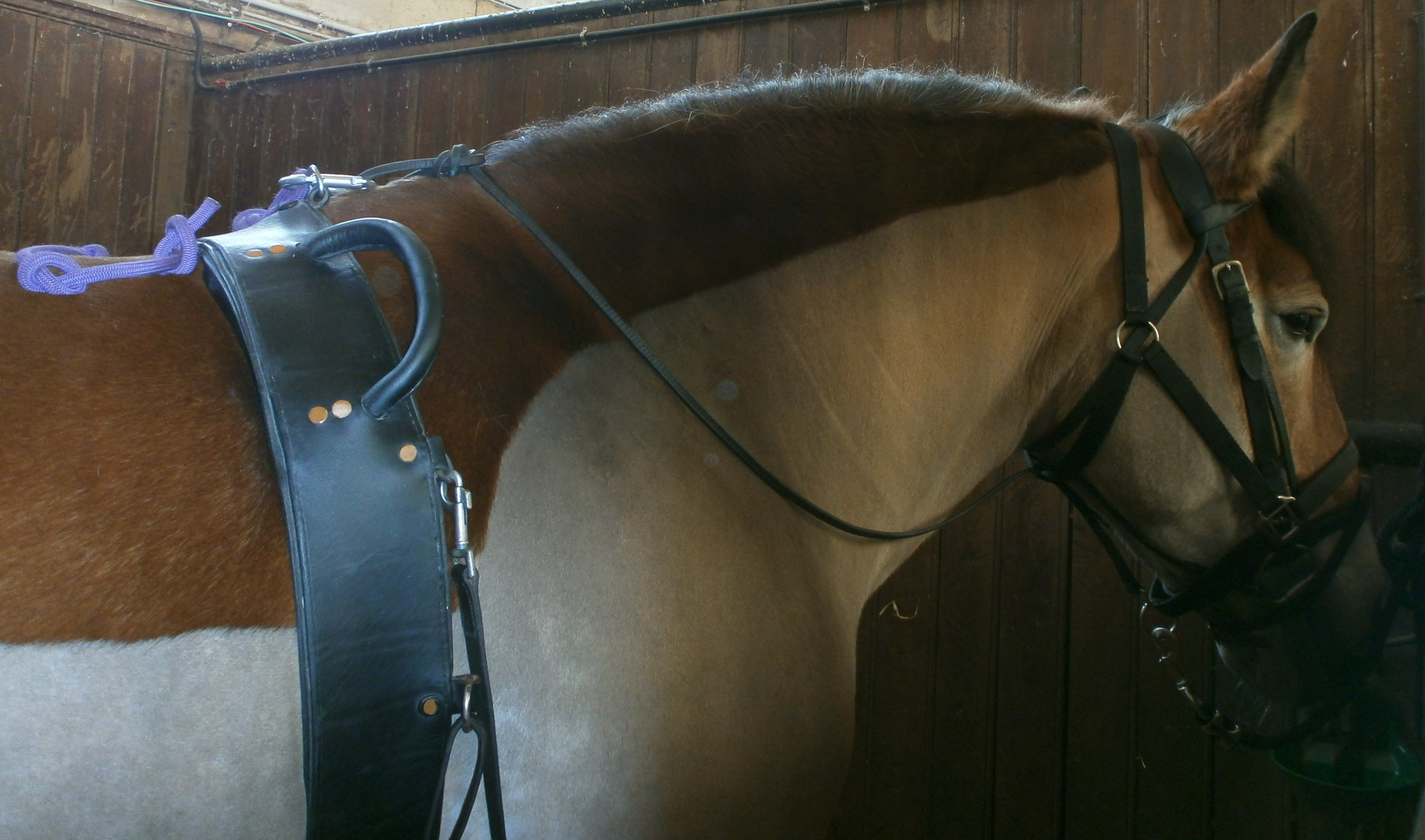
Avant-main du trait du Nord Moundy, appartenant au Musée vivant du cheval de Chantilly.

L'encolure doit être de longueur moyenne, puissante, garnie de crins fins mais abondants. Ce cheval possède généralement une encolure courte et légèrement arquée, dite « rouée »,. Le garrot doit être bien sorti, mais légèrement fondu dans les masses musculaires voisines et l'épaule moyennement oblique, tout en étant assez longue.

#### Corps
Le dos doit être court et droit, le corps compact, épais et massif, très musclé. La poitrine est profonde et bien descendue avec un passage de sangle irréprochable. Le poitrail est large et musclé, doté de pectoraux développés au maximum. Le flanc est court et bien harmonisé avec les régions qu’il relie,.

#### Arrière-main

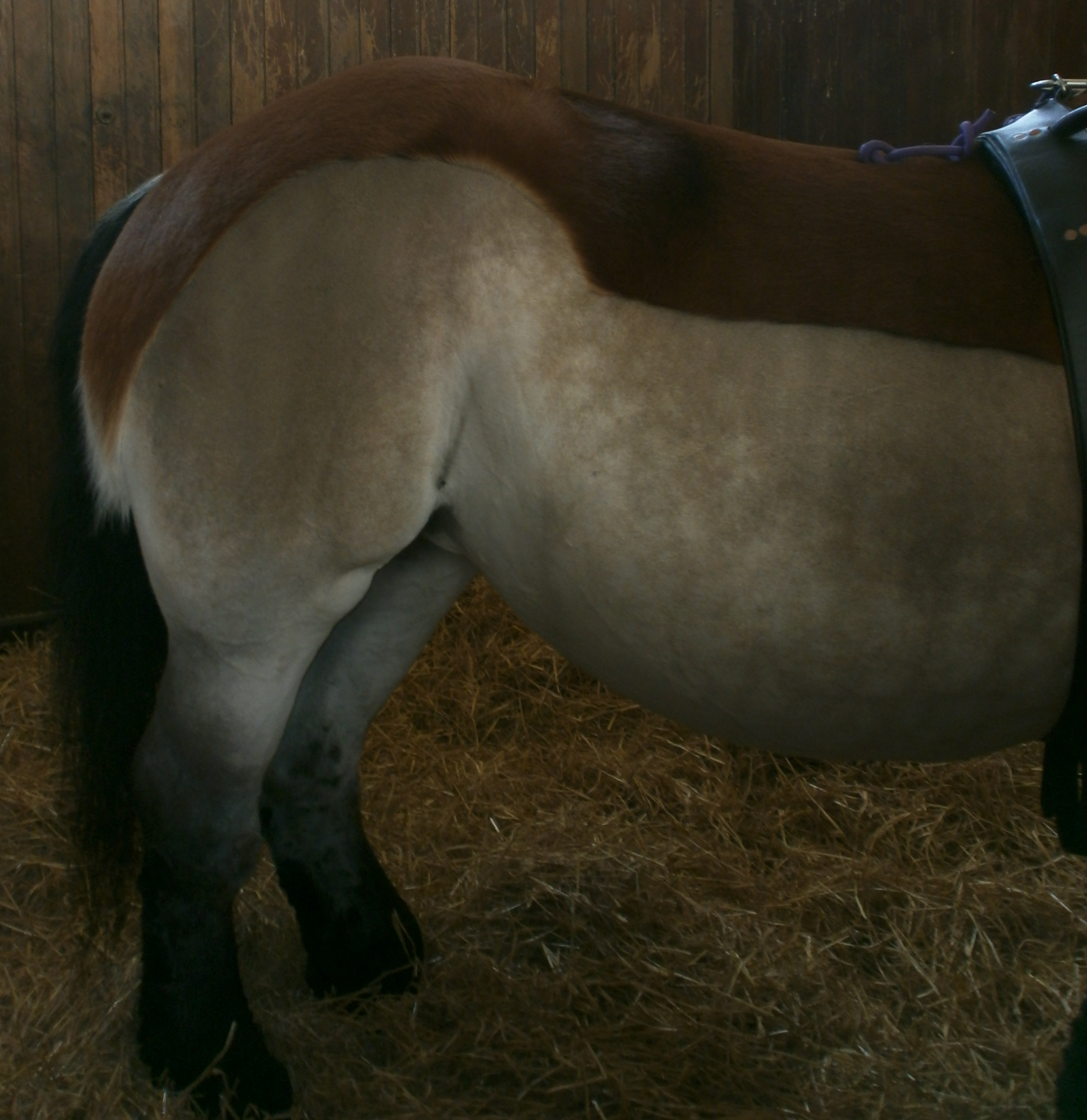
Arrière-main du trait du Nord Moundy, appartenant au Musée vivant du cheval de Chantilly.

Le rein doit être court et large, très musclé,, la croupe, généralement « double » et massive, doit être large et puissamment musclée, moyennement oblique. La queue est bien implantée, pourvue de crins assez fins.

#### Membres
Le trait du Nord doit posséder des aplombs réguliers et des membres extrêmement puissants grâce à leur musculature, leurs articulations nettes, sèches et bien développées dans leurs diamètres, leurs canons gros et courts, articulés bas, et auxquels se juxtaposent des tendons nets et secs garnis de fanons moyennement développés que terminent des paturons larges et courts s’emboîtant harmonieusement dans des pieds bien conformés aux talons hauts, à la fourchette large et épaisse, à la sole bien excavée et à la corne très résistante,.

### Robe
Le standard de la race admet un certain nombre de robes, le bai et le rouan étant les plus fréquentes. Sont également autorisés l'alezan et l'alezan brûlé qui sont assez rares, ainsi que le noir, le chocolat, le gris fer et l'aubère, qui sont encore plus rares,.

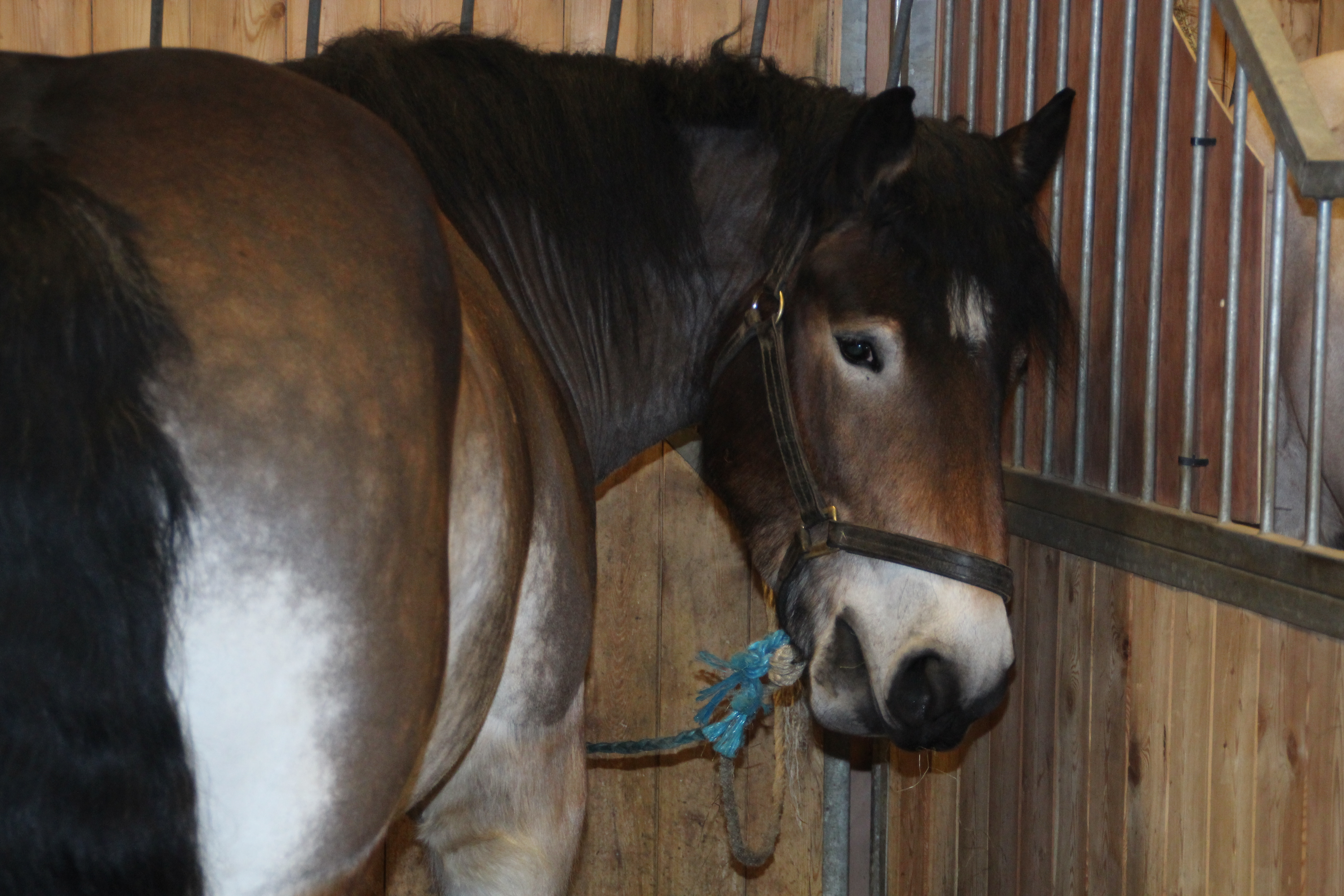
Tête
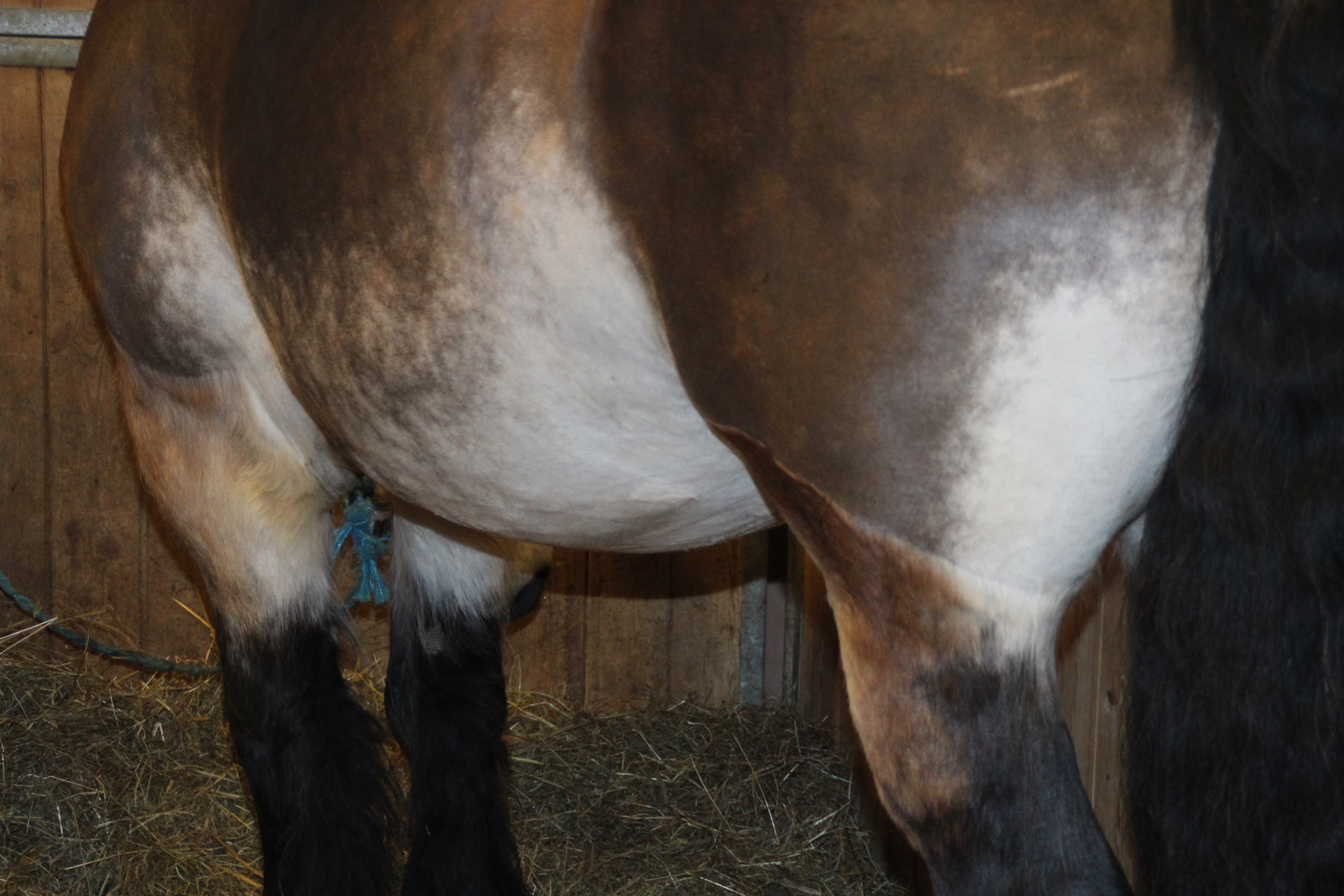
Corps
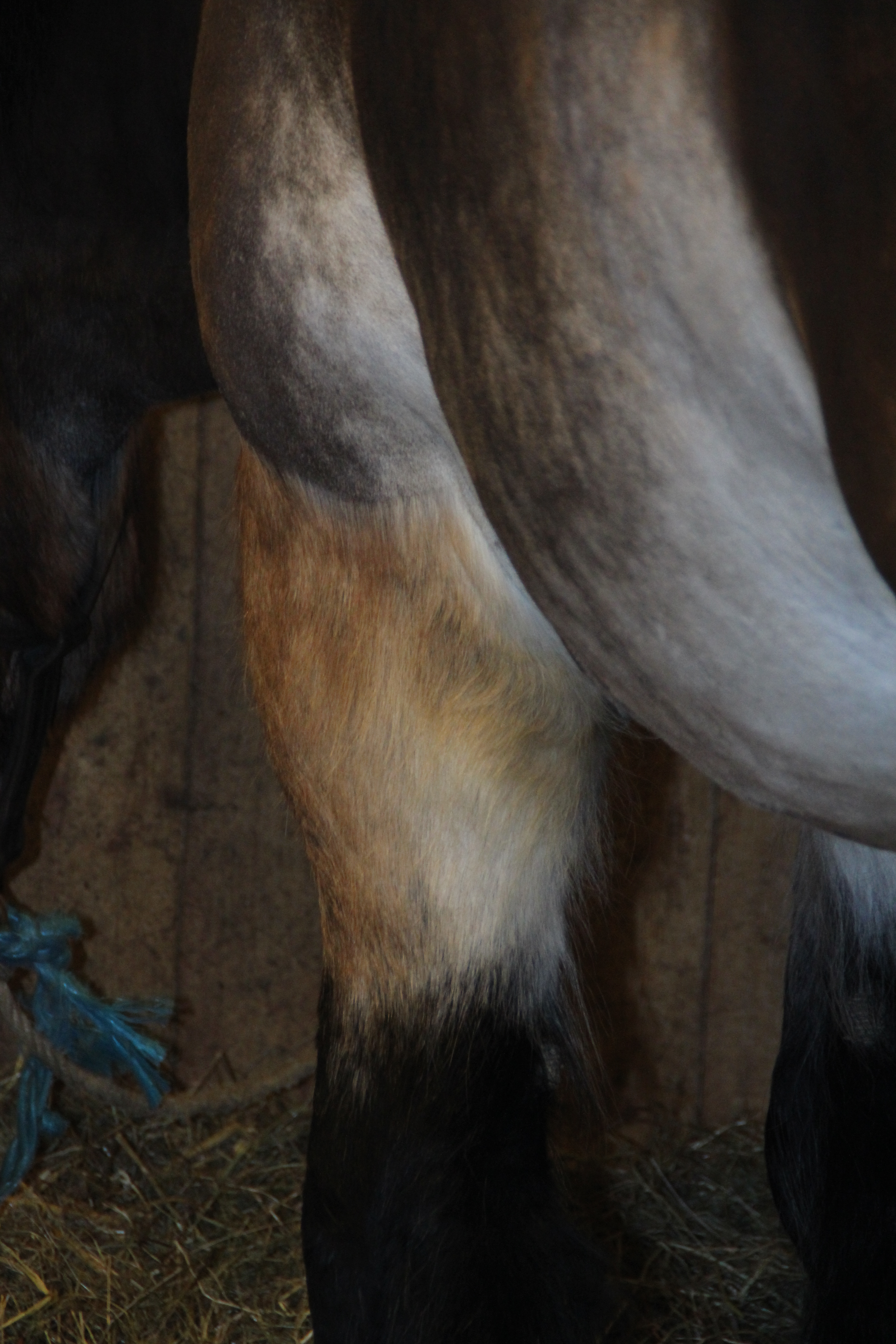
Détail avant-main
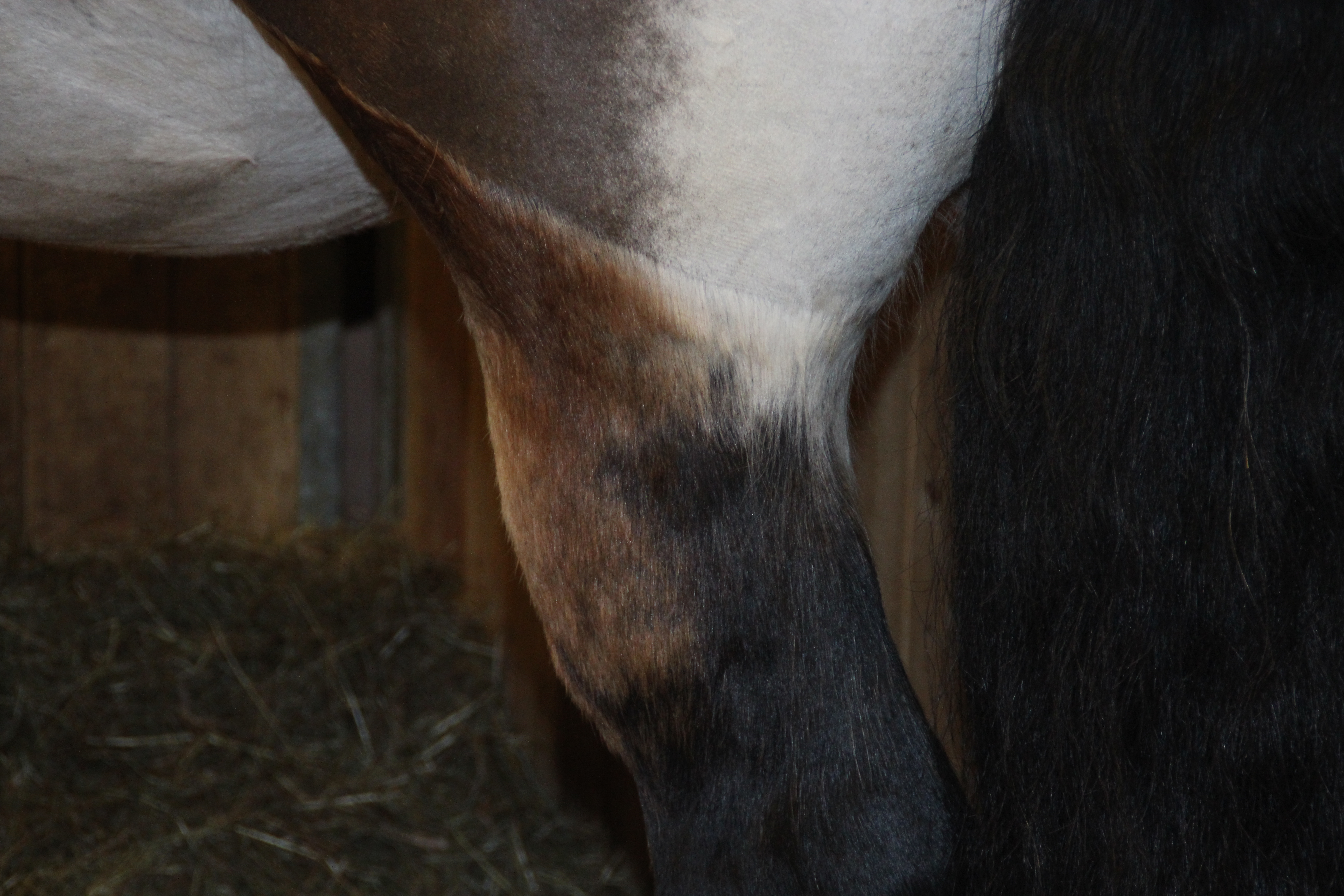
Détail arrière-main

### Tempérament

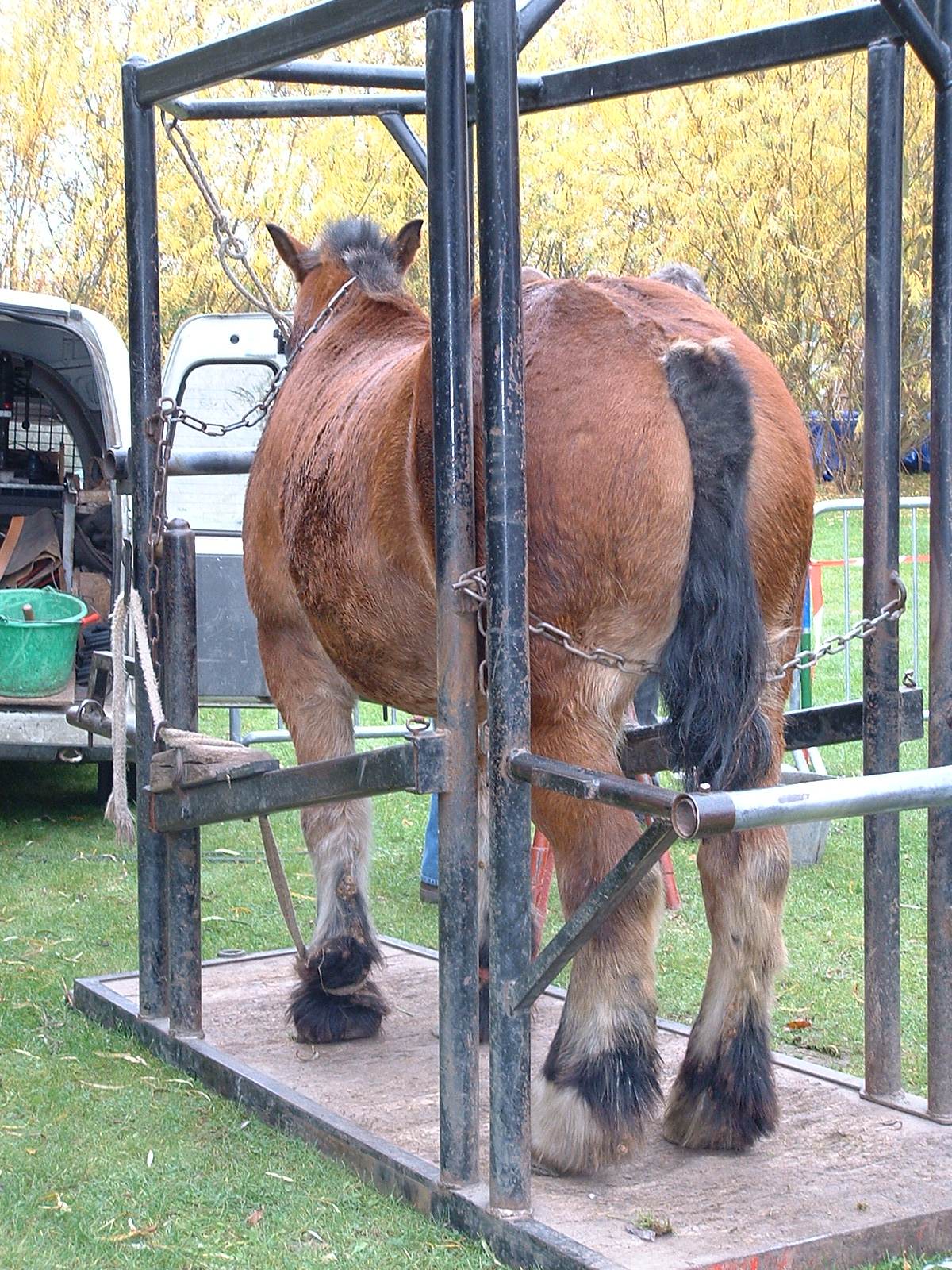
Ferrage d'une jeune jument trait du Nord de trente mois dans un travail à ferrer, lors d'une démonstration au Musée du Plein Air à Villeneuve-d'Ascq. L'animal est resté calme durant toute l'opération.

Le trait du Nord est considéré comme doté d'un bon tempérament. Éleveurs et utilisateurs ont récemment redécouvert les aptitudes de ce cheval, décrit comme courageux et attentif. Ses amateurs mettent en avant ses qualités de trotteur énergique, sa grande force, sa douceur, son mental et le fait qu'il soit facile à dresser.

### Sélection

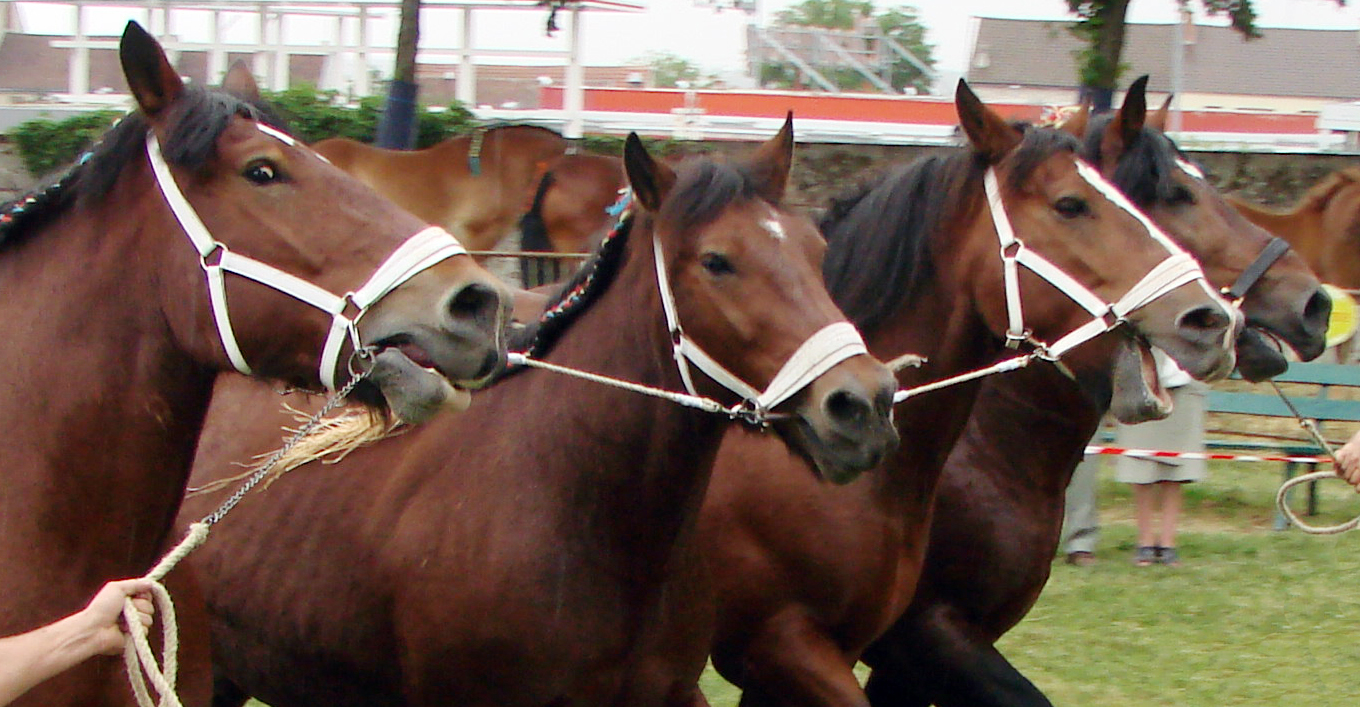
Les chevaux ardennais, comme ceux-ci, peuvent être admis en croisement avec le trait du Nord, race dont ils sont très proches.

Le stud-book du trait du Nord comprend la liste des étalons et des juments approuvés pour produire dans la race, la liste des poulains inscrits dès la naissance au stud-book de la race, le répertoire des animaux inscrits à titre initial et une liste des naisseurs de chevaux trait du Nord. Seuls les animaux inscrits dans ce stud-book sont admis à porter l'appellation de « Trait du Nord » et les inscriptions se font au titre de l'ascendance, c'est-à-dire à titre initial si 3 des grands-parents d'un cheval sur 4 y sont inscrits.
Deux modèles tendraient à se distinguer au sein de la race, l'un a une épaule droite qui le destine à l'attelage lourd, l'autre a l'épaule oblique et est plus léger, ce qui le destine au travail au trot. Les chevaux auxois et ardennais, les traits belges et les traits néerlandais peuvent être admis au stud-book du trait du Nord après examen par une commission. Les chevaux inscrits au stud-book peuvent être marqués d’un « N » stylisé au fer rouge sur le côté gauche de l'encolure. Ce marquage constitue un label de conformité au standard de la race. En présentation, les chevaux sont souvent liés entre eux par une corde afin de former un groupe de quatre à huit animaux, il s'agit d'un mode de présentation spécifique à la région.

## Aptitudes et utilisations

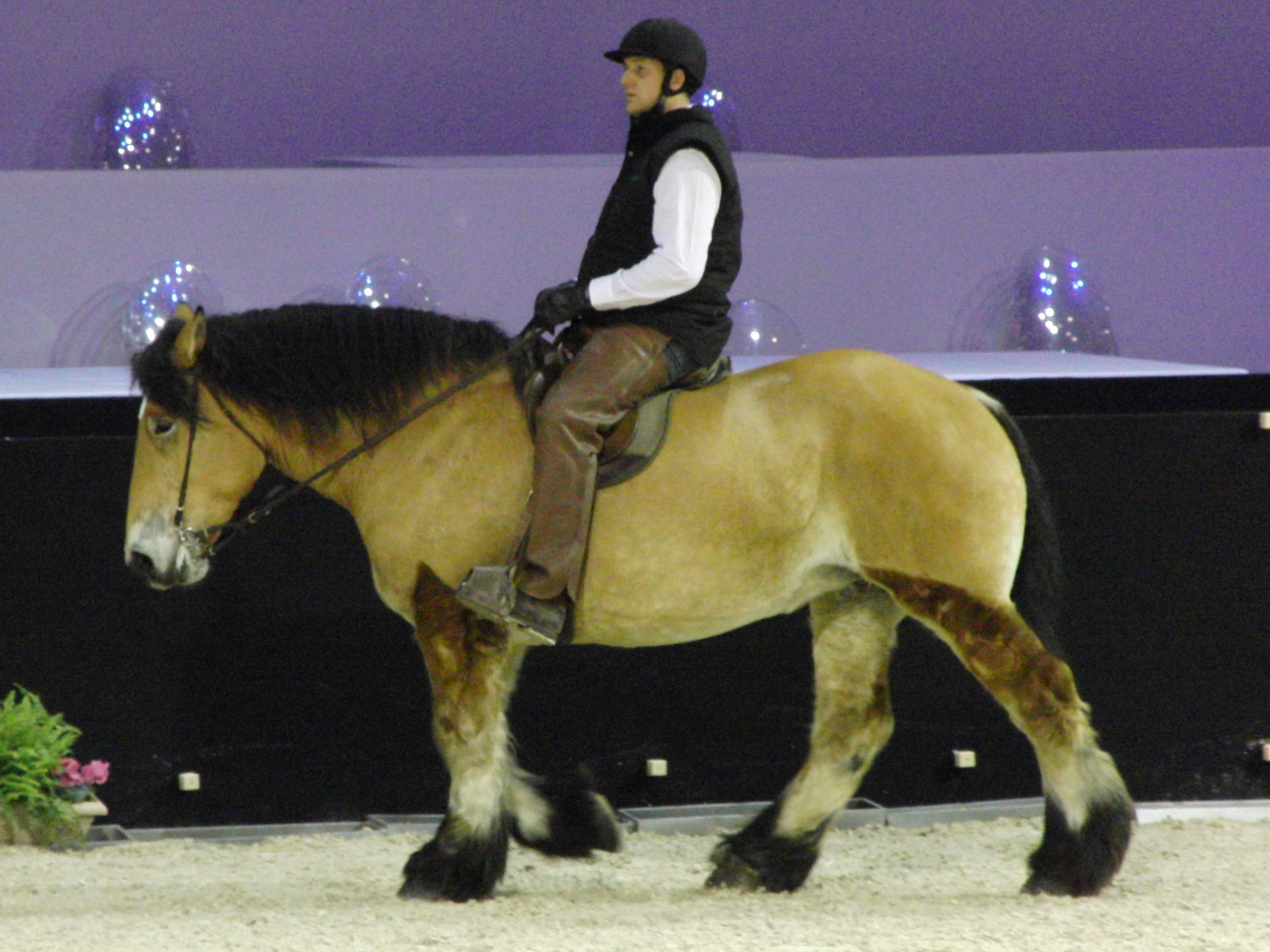
Trait du Nord monté lors du Grand Prix de Paris du Cheval de Trait 2009, organisé pendant le Salon du cheval de Paris, en France.

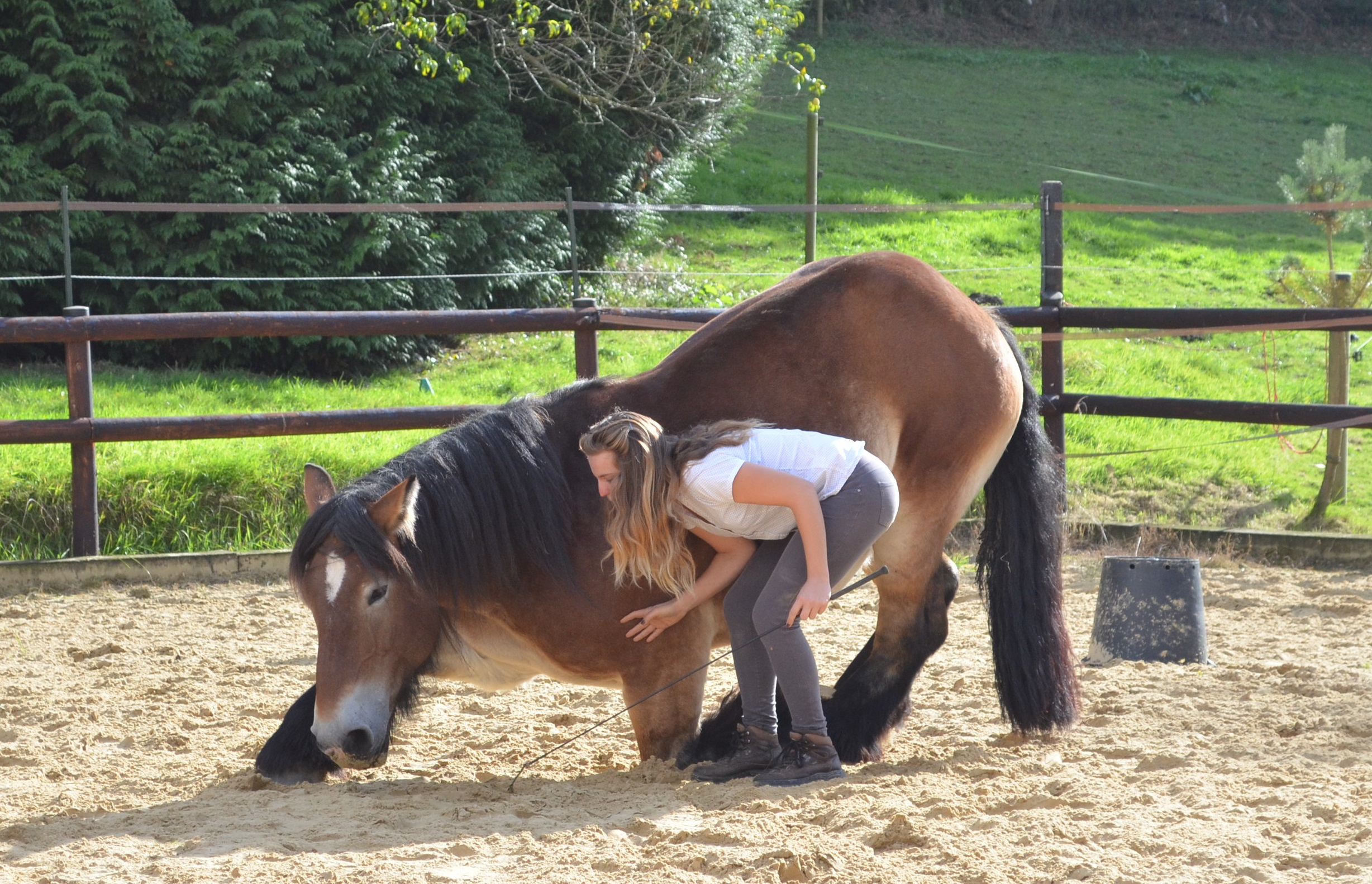
Jument Trait du nord, Ardeche du Don, faisant des exercices de spectacle équestre, ici la révérence en liberté.

L'agriculture et l'industrie des mines ont longtemps été les principaux demandeurs de chevaux trait du Nord. Il effectue aussi parfois le halage des barges et des péniches sur les canaux, mais la généralisation de la motorisation dès le début du XXe siècle met un terme rapide à cette utilisation. La race trait du Nord a deux débouchés économiques principaux au début du XXIe siècle : la boucherie et le débardage des zones boisées inaccessibles aux machines. Depuis le milieu des années 1990, les poulains mâles qui ne sont pas destinés à la reproduction, à l'équitation de loisir ou à la traction hippomobile sont toujours engraissés et partent à la boucherie avant l'âge de dix-huit mois. Les femelles servent généralement à la reproduction.
L'association de la race et ses éleveurs tentent d'assurer l'avenir du cheval trait du Nord en lui trouvant de nouveaux débouchés, notamment dans l'équitation de loisir, les travaux agricoles, l'attelage de compétition ou de loisir, le maraîchage et les randonnées montées ou attelées. Ce cheval participe aussi à quelques reconstitutions et animations folkloriques dans des villages, qui attirent une foule assez nombreuse. Son caractère calme, sa concentration et son gabarit, en font un très bon cheval de spectacle. En 1995, la race trait du Nord a gagné le Trophée international des chevaux de trait du salon de l'agriculture de Paris,. En 2010, Christian Brechignak a décroché le premier prix de traction du salon avec Romy du Roseau. Un débouché semble pouvoir se généraliser, celui de la collecte des déchets ménagers avec un véhicule hippomobile. La ville d'Hazebrouck a mis en place cette expérience de collecte avec des traits du Nord, l'opération est un succès et le rapport des habitants avec les agents de propreté a changé en mieux grâce à la présence du cheval.

### Cheval agricole
Depuis sa sélection et jusqu'au début des années 1950, le trait du Nord est le partenaire privilégié des agriculteurs qui pratiquent des cultures intensives dans les grandes plaines du Nord, notamment de céréales et de betteraves,. Ce cheval puissant travaille dans les champs, où sa vigueur et son énergie sont très appréciées, il a aussi l'avantage d'être parfaitement adapté aux sols lourds et compacts de la région du Nord-Pas-de-Calais et de récupérer très rapidement après l'effort. La nature des sols dans le Hainaut exigea un cheval pesant plus de 800 kg pour un labour efficace. Au début des années 1930, ces chevaux atteignent l'apogée de leur développement physique. Le trait du Nord est alors décrit comme un « laboureur né », il a l'encolure dans l'alignement de son dos, voire plus basse, et un museau rasant le sol, il est entièrement bâti pour la traction et cette conformation lui permet de déplacer des poids énormes sur de courtes distances. L'utilisation du trait du Nord pour l'agriculture est pourtant assez courte, car entre la fin des moissons à la faucille dans les années 1880, et la généralisation des moissonneuses-batteuses et des tracteurs dans les années 1960, il ne s'écoule que 80 ans. Cependant, les chevaux de trait permettent d'importants progrès en agriculture.
Les agriculteurs, les éleveurs et les passionnés de ces chevaux tentent toujours de montrer leur savoir-faire pour redonner une place au trait du Nord en ville ou dans certains travaux agricoles, comme le débardage dans les forêts et les zones fragiles. Des professionnels les utilisent aussi pour préserver la richesse et la biodiversité des sols. Le trait du Nord est mis à l'honneur chaque année au salon de l'agriculture et au salon du cheval de Paris, il participe également à diverses manifestations d'attelage et à des concours de labour traditionnels. Le 21 septembre 2008, Jacques Roussel, originaire de Béthune, a terminé second sur vingt-cinq au championnat de France de labour équin organisé à la Daguenière, près d'Angers, avec un équipage de deux chevaux trait du Nord attelés au cordeau. Le Syndicat d'élevage du cheval trait du Nord a financé son déplacement. Interrogé sur cette performance, il a répondu : « Plus jeune, je regardais mon père labourer. J'ai de bons souvenirs de ça. Il faut conserver un certain savoir-faire et montrer que le trait du Nord a encore de beaux jours devant lui. »

### Cheval des mines
La grande capacité de traction du trait du Nord lui vaut de voir sa force mise à profit à partir de la révolution industrielle de la fin du XIXe siècle, dans l'industrie lourde, où il est employé pour déplacer de grandes charges. Dans les mines, l'utilisation des machines à vapeur et des moteurs à explosion est impossible car dangereuse en raison de la présence du grisou. Le premier cheval est descendu dans des galeries minières en 1821 et le trait du Nord devient rapidement l'une des races favorites utilisées pour faire rouler les bennes et pour actionner les machines à molettes qui remontent le charbon dans les mines du Nord-Pas-de-Calais avant l'électrification, soit dès la fin du XIXe siècle. Sa bonne tenue sur le sol est appréciée dans les nombreuses mines souterraines du Nord-Pas-de-Calais et de Belgique. Il y connait les mêmes conditions difficiles et les mêmes dangers que les hommes. Les éleveurs de traits du Nord font de leur mieux pour constituer le cheptel dont l'industrie des mines a besoin. Marcel Mavré dit à ce propos que « la confusion est grande : on entend fréquemment dire que la mécanisation a tué le cheval de trait. C'est une erreur. Le cheval de trait contemporain, fort, solide, vif et docile à la fois, a été créé en fonction de la mécanisation. Les lourdes charges auxquelles il fut attelé ne pouvaient pas être tractées par le cheval de la première moitié du XIXe siècle, bien trop léger pour ce genre de besogne. Il fallait donc le forcir sans lui faire perdre son bel influx. » Durant l'âge d'or du cheval de trait, un bon cheval des mines est capable de tirer un convoi pesant 16,8 tonnes, généralement composé de douze berlines pleines, le long des voies ferrées. L'utilisation du cheval de travail dans les mines commence à diminuer dès 1920, face à la concurrence des locomotives électriques.

### Attelage

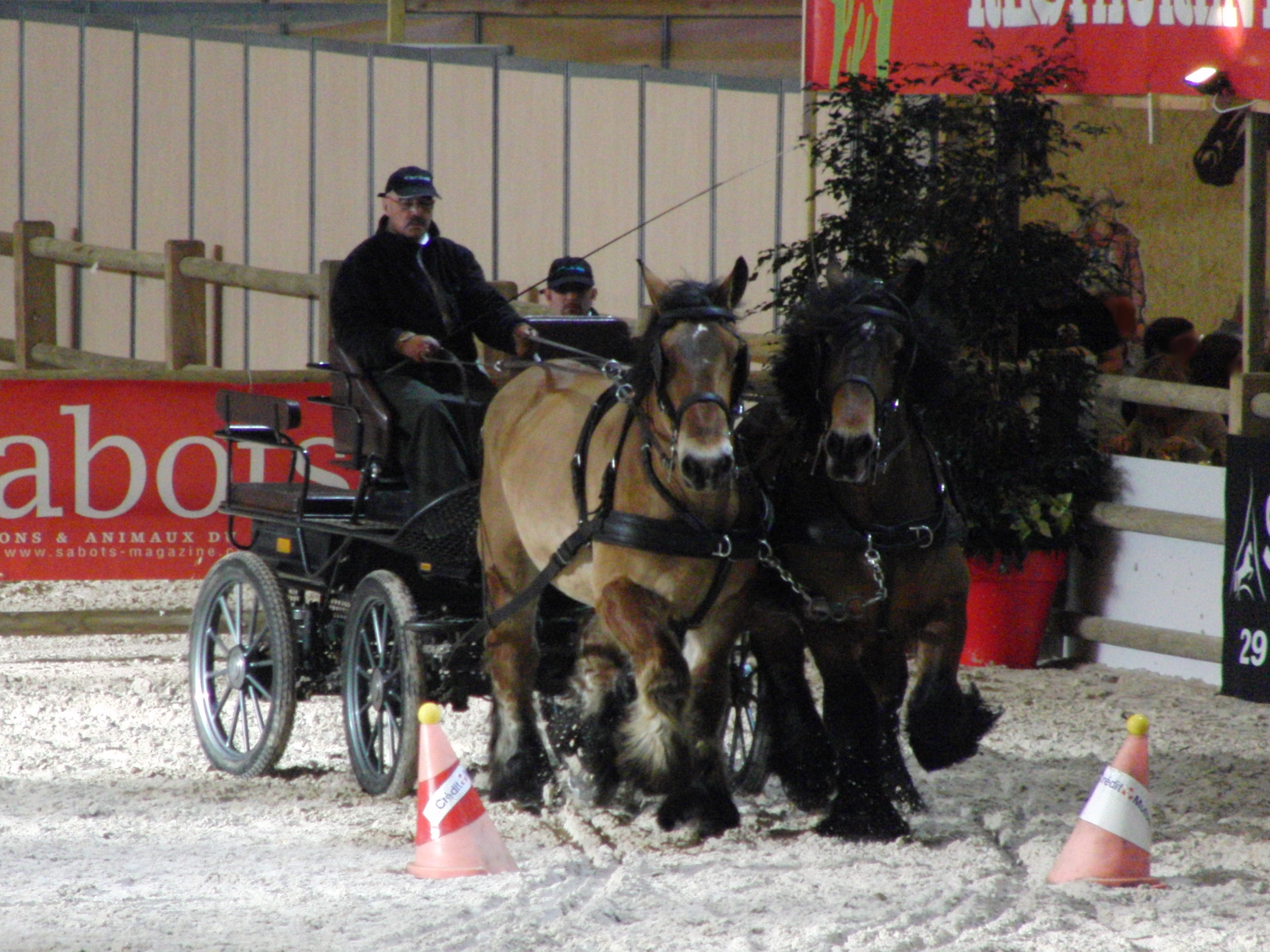
Traits du Nord attelés lors de la Paris Cup de Traction Animale 2014.

Le renouveau de l'attelage a incité les éleveurs de traits du Nord à se présenter à des concours et à améliorer la qualité de leur production,. Les qualités du trait du Nord en font un cheval apprécié des meneurs pour l'attelage de loisir et de compétition, qui présente l'avantage de pouvoir être remis immédiatement au travail même après une période d'inactivité de plusieurs mois. La plupart des poulinières peuvent être attelées au collier (notamment le collier flamand, spécifique à la région) et les chevaux sont conduits au cordeau, une technique d'attelage ancienne et traditionnelle utilisant une petite cordelette à la place des deux guides habituellement utilisés en attelage, ce qui permet au meneur de toujours disposer d'une main libre. Cette technique demande du calme et de la soumission, et rend les poulains très dociles. L'apprentissage est précoce et patient pour le poulain, mais permet tous les travaux de précision au pas et des efforts de traction au lourd. Quand le travail d'apprentissage est effectué correctement, le poulain est apte aux autres disciplines équestres et peut travailler à la voix. De nombreuses pouliches semblent désormais attelées pour le loisir, et non plus utilisées comme poulinières chaque année,.
André Bogaert est devenu champion de France et d'Europe d'attelage de chevaux de trait avec deux étalons trait du Nord issus du haras de Compiègne, et sélectionnés sur leurs performances dans cette discipline : Cimbad et Albatros. L'achat de ces deux chevaux par les haras nationaux aurait été impossible quelques années auparavant, car les administrateurs du stud-book s'y seraient opposé.

## Diffusion de l'élevage

Logo d'une association de sauvegarde de la race créée après la fermeture du haras du Cateau.

En 2010, le trait du Nord est considéré comme une race locale en danger d'extinction (statut « D » de la FAO),. En 2023, il reste considéré par l'Institut national de recherche pour l'agriculture, l'alimentation et l'environnement (INRAE) comme une race chevaline française menacée d'extinction. Par ailleurs, l'ouvrage Equine Science (4e édition de 2012) le classe parmi les races de chevaux de trait peu connues au niveau international.
Le haras de Compiègne a eu une influence prépondérante dans sa sauvegarde, jusqu'à sa fermeture en 2016. Le Parc naturel régional Scarpe-Escaut a ouvert un « pôle trait du Nord » à Saint-Amand-les-Eaux le 1er octobre 2006, qui devrait fermer en 2017. Quand la plupart de ces initiatives ont été mises en place, les effectifs de la race étaient déjà très bas. Bien que les associations et les haras nationaux fassent des efforts pour protéger la race, le trait du Nord reste un cheval à très faibles effectifs et l'une des races de chevaux de trait françaises les plus menacées.
Les nouveaux débouchés se révèlent insuffisants pour maintenir l'activité d'élevage équilibrée et viable économiquement. Le trait du Nord est principalement élevé par des passionnés qui reprennent des affaires familiales, mais là encore, le nombre d'éleveurs est en régression constante car les jeunes éleveurs préfèrent l'élevage bovin, plus rémunérateur. La production de viande est devenue secondaire avec la baisse de la consommation, et ne concerne plus que les poulains mâles qui ne sont pas retenus pour la reproduction ou l'attelage,. Certains auteurs affirment que les alternatives à la boucherie restent trop peu nombreuses et que la baisse constante des effectifs prouve que la race trait du Nord « se meurt à petit feu ». Le président du syndicat des éleveurs de trait du Nord et la région Nord-Pas-de-Calais ont signé un plan de sauvegarde de la race, mis en place de 2011 à 2014, avec pour objectif de doubler les naissances.

### Syndicat de la race, lieux d'élevage et manifestations

Logo du syndicat d’élevage du cheval Trait du Nord.

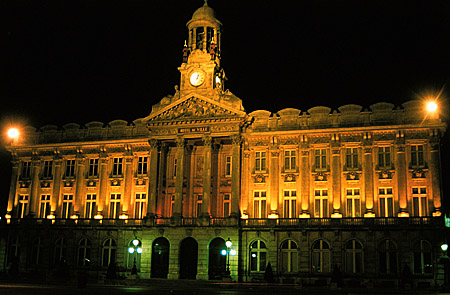
L'hôtel de ville de Cambrai : le siège du Syndicat d'élevage de la race.

Le syndicat d’élevage du cheval Trait du Nord est reconnu comme association nationale de la race, il a vocation à la promouvoir, la sauvegarder, la valoriser, regrouper les éleveurs et déterminer la sélection. Son siège se trouve à l'hôtel de ville de Cambrai. Sur cette place défilent, chaque année, les meilleurs sujets de la race pendant la clôture du concours le dernier dimanche de juillet à midi,. Les éleveurs de chevaux trait du Nord y viennent du Nord-Pas-de-Calais, mais aussi de Picardie et de Seine-Maritime pour présenter leurs pouliches et leurs juments au concours national des femelles de la race, organisé au palais des Grottes de Cambrai avant le grand défilé sur la place Aristide-Briand, comme le veut la tradition, depuis près de soixante-dix ans. Lors de ce rassemblement sont présentés des juments en bandes, des attelages, les outils des champs et des chevaux montés.
D'autres manifestations sont organisées, par exemple à Allennes-les-Marais.
Les principaux lieux d'élevage se trouvent autour du haras de Compiègne et englobent les départements du Nord, du Pas-de-Calais, de l'Oise, de l'Aisne et de la Somme. On peut aussi trouver quelques-uns de ces chevaux en région Centre-Val de Loire, en Normandie et dans la région parisienne. La carte des poulinières en 2008 donne 121 juments dans la région du Nord-Pas-de-Calais, 46 en Picardie, 6 en Normandie, et d'une à trois juments dans les autres régions.

### Effectifs
Les effectifs du trait du Nord ont fortement baissé à la fin du XXe siècle, malgré les efforts menés pour la relance de l'élevage. En 1995, la race trait du Nord comptait 33 étalons en service, qui ont effectué 333 saillies en race pure et 206 saillies sur des juments d'autres races. En 1996, les chiffres ne sont pas différents et en 1998, il n'y a toujours qu'une trentaine d'étalons agréés. En 2004, on compte 111 éleveurs de trait du Nord et 119 jeunes chevaux immatriculés. En 2007, les immatriculations de jeunes chevaux s'élèvent à 75 et en 2013, 171 juments trait du Nord ont été saillies (contre 204 en 2012).
| Année                | 1990 | 1992 | 1995 | 1996 | 2000 | 2002 | 2003 | 2004 | 2005 | 2006 | 2007 | 2008 | 2009 | 2010 | 2011 | 2012 | 2013 |
| Nombre de poulinages | 184  | 182  | 181  | 198  | 176  | 150  | 122  | 119  | 100  | 90   | 75   | 79   | 98   | 105  | 110  | 113  | 127  |

En 2013 toujours, on compte 13 étalons trait du Nord en activité, contre 17 en 2007. Ce faible nombre d'étalons reproducteurs expose dangereusement la race à une consanguinité qui ne cesse d'augmenter. Pour lutter contre les risques, les éleveurs achètent ou échangent des étalons reproducteurs avec les Belges et les Néerlandais, et font appel à des étalons de races voisines, comme l'auxois qui, s'il est trop grand pour être admis par le standard de la race auxoise, peut être approuvé à la reproduction en trait du Nord.
Le nombre d'éleveurs de trait du Nord est passé de 150 à 125 en 2002, puis à 92 en 2007 et 87 en 2013, le terme d'éleveur s'appliquant à tout détenteur d'au moins une jument mise à la reproduction.

### Exportations
Cette race très locale est peu exportée, et presque uniquement grâce aux races voisines, le trait belge et le trait néerlandais,. Une vingtaine de chevaux partent chaque année vers la Belgique, l'Allemagne, et plus rarement l'Italie. La demande porte surtout sur le débardage dans les régions forestières, ainsi que les attelages de brasserie traditionnelle. Des courtiers allemands sont connus pour venir chercher chaque année, en France, des chevaux d'attelage (par deux, quatre ou six) aux robes assorties. Quelques exportations de chevaux isolées concernent aussi la Sicile et la Guadeloupe. Plus anecdotiquement, un éleveur témoigne (en 2018) avoir exporté ses chevaux au Kazakhstan.

## Dans la culture
Le Trait du Nord a fait l'objet d'une édition limitée en figurine Breyer Animal Creations, du 1er janvier 2007 au 1er janvier 2008.

### Note
1. ↑  Le cheval de Solutré n'existe pas, ce nom désigne des ossements de différentes espèces et différentes époques.

#### Ouvrages spécialisés
- [Deschamps 1934] Georges Deschamps, Le cheval de trait du Nord, Vigot, 1934, 64 p. (lire en ligne)
- [Montsarrat 1924] Jules Monsarrat, Le Cheval de trait du Nord, Imp. centrale du Nord (thèse de médecine vétérinaire de l'école nationale vétérinaire de Lyon), 1924, 159 p. (lire en ligne)
- [Mazure 1946] Bernard Mazure, L'élevage du cheval de trait du nord dans le département de l'aisne, Foulon, École Nationale Vétérinaire d'Alfort, 1946, 92 p. (lire en ligne)

#### Ouvrages généralistes
- [Bataille et Tsaag Valren 2017] Lætitia Bataille et Amélie Tsaag Valren, Races équines de France, Paris, Éditions France Agricole, janvier 2017, 2e éd. (1re éd. 2008), 304 p. (ISBN 2-85557-481-1, OCLC 971243118, BNF 45194192). .
- [Bernard et al. 2006] Isabelle Bernard, Myriam Corn, Pierre Miriski et Françoise Racic, Les races de chevaux et de poneys, Editions Artemis, 2006, 127 p. (ISBN 9782844163387, lire en ligne), p. 122-123.
- [Bongianni 1988] (en) Maurizio Bongianni (trad. de l'italien par Ardèle Dejey), « Trait du Nord », dans Simon & Schuster's guide to horses & ponies of the world, New-York, Simon & Schuster, Inc., 1988, 255 p. (ISBN 0-671-66068-3 et 9780671660680, OCLC 16755485, lire en ligne), p. 93.
- [Dal'Secco 2006] Emmanuelle Dal'Secco, Les chevaux de trait, Éditions Artemis, 2006, 119 p. (ISBN 9782844164599, lire en ligne), p. 32.
- [Hendricks 2007] (en) Bonnie Lou Hendricks, International Encyclopedia of Horse Breeds, Norman, University of Oklahoma Press, 15 août 2007, 2e éd., 486 p. (ISBN 0-8061-3884-X, OCLC 154690199, lire en ligne). .
- [Mavré 2004] Marcel Mavré, Attelages et attelées : un siècle d'utilisation du cheval de trait, France Agricole Éditions, 2004, 223 p. (ISBN 978-2-85557-115-7, lire en ligne).

#### Articles
- [Pilley-Mirande 2001] Natalie Pilley-Mirande, « Le trait du Nord - Une force de la nature », Cheval Magazine, no 351,‎ février 2001 (lire en ligne)